# Електроніка МК-52

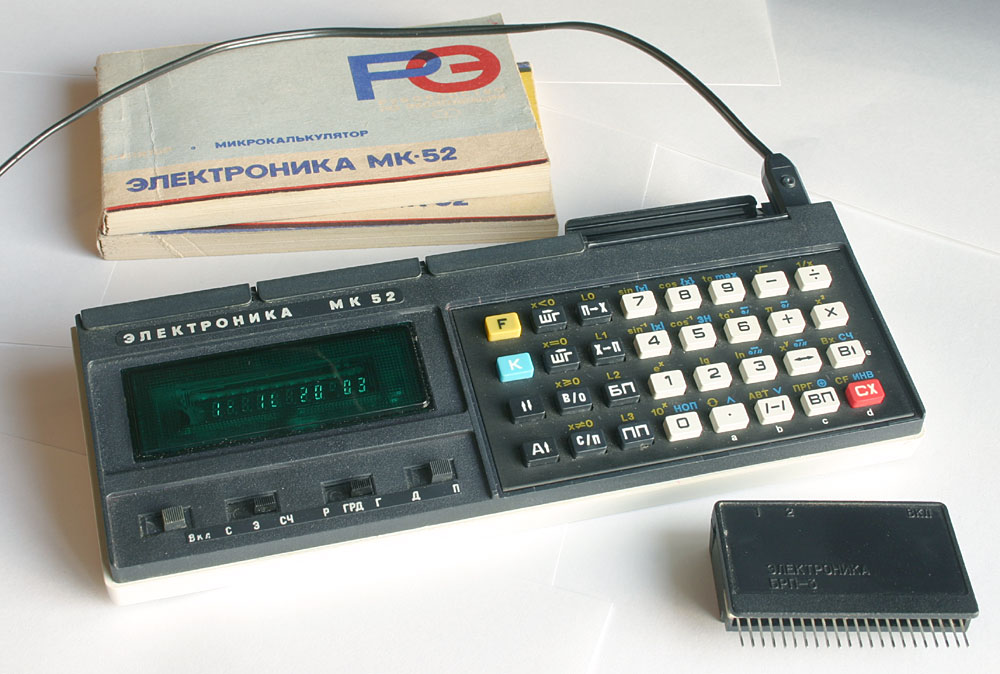

Електроніка МК-52 — програмований мікрокалькулятор із польським інверсним записом для проведення інженерних розрахунків. Належить до 3-го покоління радянських програмованих калькуляторів.
МК-52 літав у космос на кораблі «Союз ТМ-7». Його передбачалося використовувати для розрахунку траєкторії приземлення в разі, якщо вийде з ладу бортовий комп'ютер.
МК-52 із блоком розширення пам'яті «Електроніка-Астро» з 1988 року постачався на кораблі ВМФ СРСР у складі штурманського обчислювального комплекту.

## Опис
МК-52 — перший радянський мікрокалькулятор з енергонезалежною пам'яттю, яка електрично стирається (напівпостійний запам'ятовувальний пристрій, НПЗП, типу КР1601РР1 обсягом 4 Кбіт, число циклів перезапису — 10 000). Вона забезпечує збереження програм на випадок вимикання живлення і виконує функції буфера під час обміну даними із зовнішніми пристроями. Блок цієї пам'яті здатний зберігати до 512 програмних 8-бітових слів (або вміст 72 регістрів даних) та обмінюватися ними з ОЗП.
Крім того, є можливість підключення зовнішнього ПЗУ — БРП (блок розширення пам'яті) з ігровими та математичними програмами. На БРП зберігалося кілька десятків програм, які утворюють бібліотеку користувача (ці програми записуються заводом-виробником). Загалом виробники випускали 4 типи картриджів ПЗУ :
1. БРП-2 «Астро» — містив комплект програм для вирішення навігаційних завдань, інформація про які опублікована в журналі «Морской зборник» № 12, 1988 р.
2. БРП-3 — містив 60 програм для вирішення математичних завдань. У 1988 році випущено 15 200 блоків цього типу. Вони надходили в продаж за ціною 16 карбованців.
3. БРП-4 — випускався в 1989 році, містив програми ігрового, спортивно-професійного та побутового характеру.
4. БРП «Гео» — описаний тільки в літературі.

Крім того, в МК-52 був ще один роз'єм розширення, установлений з технологічною метою. Він слугував для діагностики МК в процесі його виготовлення. Неофіційно до нього можна було підключати зовнішні пристрої із власними контролерами.
МК-52 зворотно сумісний із моделями калькуляторів 2-го покоління (Б3-34 і МК-54) за системою команд і кодів. Насправді він відрізняється реалізацією кількох недокументованих, але широко використовуваних команд.
Додатково система команд включає: обчислення цілої та дробової частини, модуля, максимального з двох чисел, побітові логічні операції, переведення градусів, мінут та секунд у частки градуса, генерацію псевдовипадкового числа. При використанні цих команд програма, яка займе в МК-52 всі 105 кроків програмної пам'яті та 15 регістрів, за своїми можливостями буде еквівалентна приблизно 140—150 кроків та 18 регістрів програми, написаної в системі команд Б3-34.

### Енергоспоживання калькулятора
- У режимі очікування (коли на екрані горить нуль) — близько 89 мА.
- У режимі «пам'яті» (виконання програми Cx↑↑↑:ВП К Cx, унаслідок чого на індикаторі світиться лише десяткова точка) — близько 84 мА.
- У режимі рахунку за програмою — 73 мА.

За випуск МК на київському НВО «Кристал» відповідали головний конструктор Андрій Григорович Шеревеня, заступник головного інженера О. П. Перуцький, керівник держприйняття В. В. Костіков.

## Особливості НПЗП МК-52
- Адресація 4-бітових комірок з 0000 до 1023 (розбиті на 64 рядки по 16 комірок).
- Адресація задається формою NAAAADD, де N — будь-яка цифра (крім нуля), AAAA — адреса початкової тетради необхідної ділянки пам'яті, DD — довжина цієї ділянки в байтах (програмних словах), кратна 7 (будь-яке некратне число контролер зменшує до найближчого цілого, кратного 7).
- Обмін даними між ОЗУ сторінками: сім 8-бітних програмних слів, перше слово розташоване наприкінці кожної сторінки ([01 02 03 04 05 06 00] [08 09 10 11 12 13 07] …).
- Під час переміщення програми з ОЗП до НПЗП порядок кроків програми набуває вигляду: 2, 3, 4, 5, 6, 7, 1. Під час зчитування програми з НПЗП порядок відновлюється.
- У НПЗП 1 команда = 8 біт, 1 регістр = 56 біт.
- Довжина програми кратна 7.
- Перші команди з останньої неповної сімки не будуть раховані (записані), якщо довжина програми не кратна 7.
- Початкова адреса програми повинна бути кратна 16.
- Інформація стирається порядково по 16 адрес.
- Перед збереженням програми необхідно стерти вміст НПЗП, інакше старий запис логічно складається з новим записом.
- Регістри пишуться починаючи з 0.
- Вміст регістрової пам'яті стирається під час запису регістрів в НПЗП.
- Один регістр займає пам'ять, що дорівнює 7 кроків програми.
- 1024 = 0000, 1025 = 0001.
- Перемикач С-З-СЧ варто завжди тримати в положенні СЧ, щоб випадково не знищити програми, що зберігаються в НПЗП.
- Оскільки число DD, кратне 7, дорівнює 98, то за одне звернення обробляється 98 кроків або 14 регістрів.
- Значення DD можна розширити на 4 програмні слова (8 тетрад): 1AAAA82 V 2AAAA20 = 8. AAAA-2 — це становить 102 кроки або 14 регістрів (від 0 до D) + ціла мантиса без знака регістра E.
- «П» 1AAAA-2. Довжина програми = 103 кроки (у 98-му кроці команди немає, він записується як порожній осередок (НОП) і ігнорується).
- «Д» 1AAAA-2. Запишуться всі 15 регістрів, але регістр E буде дефектним: знака немає, показника немає, десяткова точка — після першої цифри.
- «П» 1AAAA-5. Буде перехід команд: «−3» => «00», «−4» => «08», «98» => «09».
- Під час роботи з НПЗП зростає споживана потужність.
- У режимі стирання НПЗП також стирається інформація в програмній або регістровій пам'яті ПМК (залежно від положення перемикача Д-П)[7].

## Комплект поставки (цивільний варіант)
- Мікрокалькулятор «Електроніка МК-52».
- Посібник з експлуатації (у двох частинах).
- Схема електрична принципова мікрокалькулятора «Електроніка МК 52».
- Блок живлення «Електроніка Д2-37А» міг живити калькулятор, а також заряджати акумулятори.
- Елементи живлення А-316 «Квант», 4 шт. (у деяких випадках не постачалися).
- Пластикова кришка калькулятора.
- Пакувальні пакети[8].

У комплектації «02» із блоком розширення пам'яті «Електроніка-Астро» для ВМФ калькулятор МК-52 у роздрібний продаж не постачався.

## Технічні характеристики
- Елементна база:
  - К745ІК1302-2 — диспетчер, процесор, контролер дисплея та клавіатури.
  - К745ІК1303-2 — арифметичний процесор.
  - К745ІК1306-2 — процесор додаткових функцій МК-61 (порівняно з мікрокалькуляторами сімейства Б3-34).
  - К745ІР2-2 — регістри динамічної пам'яті.
  - К745ГФ3-2 — тактовий генератор.
  - К745ІК1801-2 — мікроконтролер обміну між системною магістраллю та пам'яттю, що адресується, з довільною вибіркою.
  - КР1601РР1 — БІС РПЗУ інформаційною ємністю 1024 4-бітових осередки.
  - К561ЛА7 — дрібна логіка.
- Живлення: від 4 елементів типу AA або від зовнішнього БЖ[4].

## Сучасні емулятори
- Програма «Калькулятори 3000» (остання версія 6.2 від 23.09.2012) дає змогу емулювати мікрокалькулятори МК-52, але не підтримує емуляцію НПЗП. Програма працює на операційних системах Windows 95, 98, ME, NT, 2000, XP, 2003, Vista, 2008, 7, 8, 10.
- Програма «МК-55 Resurrect» (остання версія лютого 2021 р.) зворотно сумісна за кодом програм із мікрокалькулятором МК-52. Замість НПЗП використовується збереження програм та даних у файловій системі Windows. Програма працює на операційних системах Windows XP та вище, а також під емулятором Wine. Версія тієї ж програми для мікроконтролера ESP32 (зі збереженням даних на SD-карти пам'яті) станом на березень 2021 р. перебуває в розробці.